# Literotica
Literotica (un mot creuat de literatura i eròtica) és un lloc web gratuït de ficció eròtica. Permet a qualsevol usuari registrar-se com a autor i enviar històries i el 2010 tenia més d'un milió d'usuaris registrats. Els autors aficionats aporten històries, poemes, assaigs, històries il·lustrades i històries d'àudio en una varietat de categories. El 2008 s'hi van publicar més de 29.000 històries eròtiques. Ant.com classifica el lloc web com el 361è més popular a Internet des del 9 d'abril de 2011. A August 2013 Literotica, a United States-based web site, received 44% of its web traffic from the United States.
El 2012 tenia 4,5 milions de visitants al mes. A més de les obres escrites, el lloc inclou àudio eròtic i una pàgina de botiga.

## Enviament de la història
Literotica és un dels primers llocs per a adults oberts als creadors d'històries, i ha substituït les seccions d'històries eròtiques usenet. Les seves poques regles prohibeixen les històries sobre pedofília i bestialitat (excepte les que involucren criatures fantàstiques com ara dracs i unicorns), i s'adreça principalment a escriptors i lectors aficionats que prefereixen un entorn sense imatges. Les històries inclouen històries curtes i puntuals, històries en cadena escrites en col·laboració amb altres autors i novel·les senceres presentades en un mode "capítol per capítol".
Les històries en si es classifiquen per diferents temes, i hi ha categories per a històries amb imatges i històries amb àudio.

## Fòrums[calcitació]
Els taulers de missatges de Literotica representen només el 6% del trànsit web de Literotica (Alexa.com, 2008). No obstant això, aquest fòrum compta amb més d'1.140.000 membres registrats a l'abril de 2010. Els usuaris poden participar en 23 fòrums formats per 16 taules de parla anglesa i set taules d'idiomes no angloparlants. Els temes inclouen "Imatges d'aficionats", "Conversa de l'autor", "Joc de rol", "Comentaris i discussió sobre la poesia", "jocs de rol sexual", la "Junta general" sense moderació, un fòrum "Com ...", un lloc on els escriptors poden demanar consell i a les seccions "BDSM" i "LGBT".
Els membres dels taulers de missatges, coneguts com a 'Literoticans', 'Litizens' o 'Litsters', de vegades es reuneixen a 'Litogethers', on membres d'àmbits concrets planifiquen un esdeveniment, per tal de socialitzar amb altres persones amb qui han fet amistats en línia.

## Xat[calcitació]
El lloc també ofereix una sèrie de sales de xat. Originalment, aquest servei era a través del programari client java de DigiChat O literotica, però, a causa dels atacs cibernètics continuats, la plataforma de xat es va traslladar a un client basat en Flash. Des de desembre de 2015, funciona amb un client basat en web. Els perfils es comparteixen a la secció d'històries i cal registrar-se. El registre del xat és gratuït i els usuaris poden crear les seves pròpies sales públiques. Les sales de xat estan moderades i els usuaris que discuteixen temes prohibits estan exclosos del sistema.

## Altres serveis[calcitació]
El lloc ha publicat col·leccions d'històries sota el bàner "El millor de" i els beneficis de vendes de publicitat i enllaços a càmera web, vídeos per a adults sota demanda i una botiga per a adults en línia.

## CHYOA[calcitació]
CHYOA és un lloc germà de Literotica, els usuaris del primer poden publicar les seves pròpies històries. Tanmateix, després de crear una història, altres usuaris poden afegir fils addicionals per ampliar una història en una direcció diferent, de la mateixa manera que un llibre de tria-la-teva-propia-aventura permet aquests canvis.
Aquest lloc té 18 seccions en les quals els usuaris poden publicar històries. Aquestes seccions inclouen "Acoblaments eròtics", "Romanç", "Ciència-ficció/fantasia", "Home gai", "Ficció de fans" i "No anglès" i "No eròtic".

## Recepció
Les cerques de Literotica culminen a les 4 del matí. En una llista dels 7 llocs pornogràfics més elegants de Salon, Literotica va quedar en cinquè lloc. Bustle recomana Literotica per dones. Literotica s'ha utilitzat en la investigació científica.

## Publicacions
Literotica ha publicat dos llibres que contenen col·leccions de contes del lloc web.
- Literotica: The Very Best of Literotica.com, First Edition, publicat l'1 de novembre de 2001.[8]
- Literotica 2: The Very Best of Literotica.com, First Edition, publicat el 5 de gener de 2009.[9]